# 自由民主党 (英国)
自由民主黨（英語：Liberal Democrats），简称自民党（Lib Dems），是英國中間派政黨，奉行社會自由主義，為目前英國下議院第三大黨。
自由民主黨成立時是英國國會中第三大黨，緊隨工黨和保守黨之後。2010年英國大選後，與保守黨組成聯合政府。至2015年英國大選後，由於受到蘇格蘭民族黨在2014年蘇格蘭獨立公投的排擠效應，損失大部分席次而僅剩8席，退至英國第四大黨，與北愛爾蘭民主統一黨並列，第3大黨位置由蘇格蘭民族黨取代，結束自1992年國會第三大黨的地位，黨魁尼克·克萊格辭職以示負責。他們最近一次執政為其威爾斯分部，在2016年至2021年與工黨在當地聯合執政。
該黨設有英格蘭、蘇格蘭、威爾斯和北愛爾蘭分部；而北愛爾蘭分部並不參選當地議會，但他們支持同樣在歐洲自由民主聯盟黨團、持相似立場的友黨北愛爾蘭聯盟黨參選。另外，他們與直布羅陀自由黨締結為姊妹黨，脫歐前於歐洲議會西南英格蘭選區以共同名單出選。
自英國於2016年舉行脫歐公投意外地以五成二得票決定脫歐起，該黨便以支持留歐作為主要立場至今，以期吸納四成八的留歐選民，直至2020年英國正式脫歐。

## 歷史
自由民主黨由原自由黨及工黨分裂自黨內左翼的社會民主黨組成。自由民主黨於1988年，由前自由黨和由工黨分裂出來、短暫存在的社會民主黨合併而成（兩黨於合併前就已結為聯盟）。創黨初期，議席並無明顯增加。1997年英國大選后，議席有所增加，由20席增至46席。2003年自由民主黨反對英國參與伊拉克戰爭（獲工黨及保守黨大部分議員支持），自由民主黨批評工黨政府參與伊拉克戰爭的決定，使自由民主黨在2005年英國大選增至62席。
2006年1月7日，自由民主黨領袖查爾斯·肯尼迪因酗酒問題宣佈辭職。同年3月2日，投票選出明亞斯·金寶爵士為新黨魁，2007年10月15日辭職。尼克·克萊格在同年的黨魁選舉中，以50.6%的得票率，打敗競爭對手禤傑思，成為新任黨魁。
2010年英國大選前，三大黨的黨魁舉行電視辯論，黨魁克萊格於第一場電視辯論出色，令自由民主黨支持率急升，一度超越執政的工黨。5月6日大選結束，由於沒有政黨取得國會過半數議席，取得57個議席的自由民主黨，成為保守黨與工黨兩大黨拉攏組成聯合政府的對象。保守黨成為第一大黨，但未能取得過半數議席，自民黨雖然立場跟工黨接近，但兩黨合作也未能取得過半數議席。最終由保守黨及自由民主黨組成六十五年來的首個聯合政府，自由民主黨黨魁克萊格出任聯合政府的副首相，保守党领袖大衛·卡梅伦出任英国新首相，自由民主黨有數名閣僚加入內閣，惟内閣四大重要職位（財政大臣、外交大臣、國防大臣、內政大臣）仍由保守黨人擔任。
在2015年英國大選中，由於受到蘇格蘭民族黨在2014年蘇格蘭獨立公投的排擠效應、親歐盟的立場、黨內權力鬥爭和醜聞、以及被指違背競選承諾等因素，自由民主黨的支持度大幅下降，自由民主黨損失大部分席次而僅剩8席，退至英國國會第四大黨，與北愛爾蘭民主統一黨並列。第三大黨位置由蘇格蘭民族黨取代；若論全國得票，第三大黨則被得票約13%的英國獨立黨取代。黨魁尼克·克萊格辭職以示負責，由方偉倫當選接任。
2017年英國大選，自由民主黨的得票率降低0.5%至7.4%，但議席增至12席。方偉倫辭去黨魁，祈維信在無競爭對手的情況下當選接任。因應脫歐僵局，他提倡舉行二次脫歐公投。在2019年地方和歐洲議會選舉中，該黨皆有議席進賬。當中他們在歐洲議會的議席由1席增至16席，並取得兩成選票，成為英國議席的第二大黨。祈維信隨後辭職，由喬·斯溫森擊敗愛德·戴維當選接任。斯溫森上任短短兩個月內，便吸引六名下議員加入該黨，並令該黨勝出布雷肯和拉德諾郡下議院選區補選，令該黨下議員一度增至21人。
然而自民黨未能在年末舉行的大選中保住優勢，結果得票率微升至11.5%，但議席反而比2017年少了一名，斯溫森更以百多票之差，再次將議席敗予蘇格蘭民族黨的候選人。由於黨規列明擔任黨魁者必須是國會議員，她遂在結果被宣布後隨即被免去黨魁職務。黨魁選舉將於翌年舉行，並由戴維勝出。
2024年英國大選，在愛德·戴維帶領下，自由民主黨得票率提升0.6%至12.2%，議席從11席大增至72席，創下建黨以來的破記錄成績，重回第三大黨地位。

## 香港議題

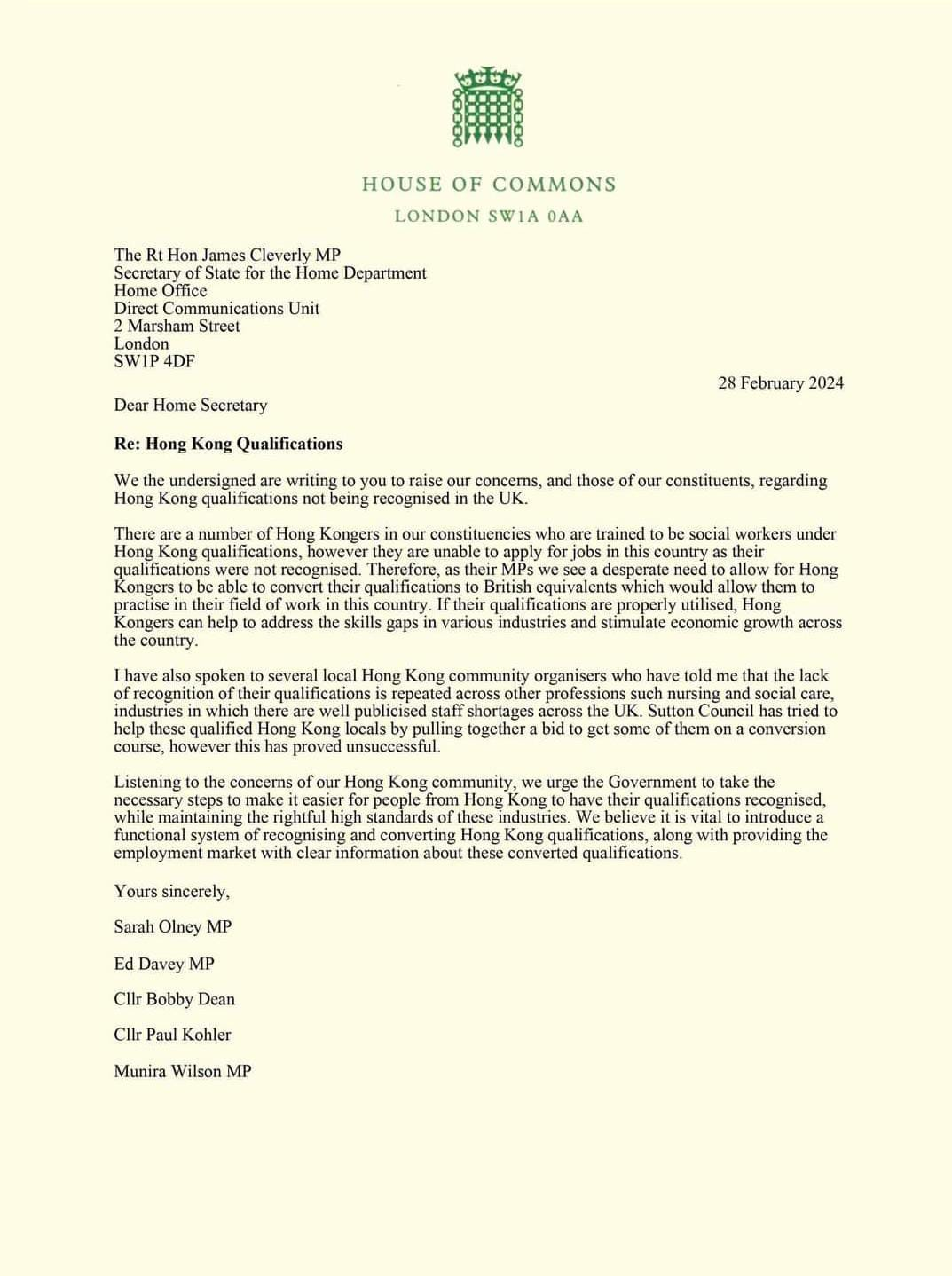
2024年自民黨向英國政府的公開信

2020年，自民黨在國會提出《香港法案》（Hong Kong Bill），並在同年2月25日首讀，要求其時執政的保守黨給予持英國國民（海外）護照（BNO）的港人居留權，及後被文匯報指斥為政客炒作。法案首讀時獲得以下跨黨派議員支持：
- 甘文康（自民黨蘇格蘭分部）
- 溫蒂·張伯倫（自民黨蘇格蘭分部）
- 薇拉·霍布豪斯（英语：Wera Hobhouse）（自民黨）
- 吉姆·尚農（英语：Jim Shannon）（北愛民主統一黨）
- 艾林·史密夫（英语：Alyn Smith）（蘇格蘭民族黨）
- 麗茲·薩維爾·羅伯茲（英语：Liz Saville-Roberts）（威爾斯黨）
- 羅信岱（保守黨）
- 羅伯特·斯利（英语：Bob Seely）（保守黨）
- 卡羅琳·盧卡斯（綠黨）
- 韋年達·沙馬（英语：Virendra Sharma）（工黨）

該黨同時多次支持BNO完全平權，並要求當屆英國政府承認BNO藉香港移民學歷及資格，令他們更加容易投身當地職場。
在2024年英國大選中，自民黨首次在宣言中提出繼續為BNO持有人爭取改進簽證計劃、增加港僑移民歸化項目撥款及其他權益等政綱；該黨甚至更有候選人刊出粵白文大選文宣。
自BNO簽證引入至今，該黨有兩名BNO藉的地方議員，分別為唐瑩及吳兆康。

## 選舉記錄

### 國會大選

1983–2024間大選的得票率（藍）和議席比（紅）變化

| 歷屆英國國會選舉結果 | 歷屆英國國會選舉結果 | 歷屆英國國會選舉結果 | 歷屆英國國會選舉結果 | 歷屆英國國會選舉結果 | 歷屆英國國會選舉結果 | 歷屆英國國會選舉結果 | 歷屆英國國會選舉結果 | 歷屆英國國會選舉結果 | 歷屆英國國會選舉結果                  |
| 選舉                 | 领袖                 | 得票                 | 得票率               | +/-                  | 議席                 | 席次率               | +/-                  | 名次                 | 政府                                  |
| -------------------- | -------------------- | -------------------- | -------------------- | -------------------- | -------------------- | -------------------- | -------------------- | -------------------- | ------------------------------------- |
| 1992                 | 帕迪·阿什當          | 5,999,606            | 17.8%                | ▼4.8%                | 20 / 651             | 3.1%                 | ▼2                   | ━ 3                  | 保守黨                                |
| 1997                 | 帕迪·阿什當          | 5,242,947            | 16.8%                | ▼1.0%                | 42 / 659             | 7.0%                 | ▲28                  | ━ 3                  | 工黨                                  |
| 2001                 | 查爾斯·甘迺迪        | 4,814,321            | 18.3%                | ▲1.5%                | 56 / 659             | 7.9%                 | ▲6                   | ━ 3                  | 工黨                                  |
| 2005                 | 查爾斯·甘迺迪        | 5,985,454            | 22.0%                | ▲3.7%                | 62 / 646             | 9.6%                 | ▲10                  | ━ 3                  | 工黨                                  |
| 2010                 | 尼克·克萊格          | 6,836,248            | 23.0%                | ▲1.0%                | 57 / 650             | 8.8%                 | ▼5                   | ━ 3                  | 保守黨－自由民主黨                    |
| 2015                 | 尼克·克萊格          | 2,415,862            | 7.9%                 | ▼15.1%               | 8 / 650              | 1.2%                 | ▼49                  | ▼ 4                  | 保守黨                                |
| 2017                 | 蒂姆·法隆            | 2,371,772            | 7.4%                 | ▼0.5%                | 12 / 650             | 1.8%                 | ▲4                   | ━ 4                  | 保守黨少數政府 （民主統一黨信任供給） |
| 2019                 | 喬·斯溫森            | 3,696,423            | 11.6%                | ▲4.2%                | 11 / 650             | 1.7%                 | ▼1                   | ━ 4                  | 保守黨                                |
| 2024                 | 愛德·戴維            | 3,499,969            | 12.2%                | ▲0.6%                | 72 / 650             | 11.1%                | ▲61                  | ▲ 3                  | 工黨                                  |

### 歐洲議會選舉
（因應英國脫歐，第九屆議員的任期於2020年1月31日完結，此後英國不再參與歐洲議會選舉。）
| 歐洲議會選舉    | 使用名稱             | 得票率 | 席次    | 席位比 | 來源   |
| --------------- | -------------------- | ------ | ------- | ------ | ------ |
| 第2屆（1984年） | 社會民主黨－自由聯盟 | 19%    | 0 / 81  | 0%     | [ 19 ] |
| 第3屆（1989年） | 社會和自由民主黨     | 6%     | 0 / 81  | 0%     | [ 20 ] |
| 第4屆（1994年） | 自由民主黨           | 16%    | 2 / 87  | 2%     | [ 21 ] |
| 第5屆（1999年） | 自由民主黨           | 13%    | 10 / 87 | 12%    | [ 22 ] |
| 第6屆（2004年） | 自由民主黨           | 15%    | 12 / 78 | 15%    | [ 23 ] |
| 第7屆（2009年） | 自由民主黨           | 14%    | 11 / 72 | 15%    | [ 24 ] |
| 第8屆（2014年） | 自由民主黨           | 6%     | 1 / 73  | 1%     | [ 25 ] |
| 第9屆（2019年） | 自由民主黨           | 20%    | 16 / 73 | 22%    |        |

### 蘇格蘭議會
| 選舉 | 選區票 | 選區票 | 全區票 | 全區票 | 總議席   | 席次比例 |
| 選舉 | 比例   | 席數   | 比例   | 席數   | 總議席   | 席次比例 |
| ---- | ------ | ------ | ------ | ------ | -------- | -------- |
| 1999 | 14%    | 12     | 12%    | 5      | 17 / 129 | 13%      |
| 2003 | 15%    | 13     | 12%    | 4      | 17 / 129 | 13%      |
| 2007 | 16%    | 11     | 11%    | 5      | 16 / 129 | 12%      |
| 2011 | 8%     | 2      | 5%     | 3      | 5 / 129  | 4%       |
| 2016 | 8%     | 4      | 5%     | 1      | 5 / 129  | 4%       |
| 2021 | 7%     | 4      | 5%     | 0      | 4 / 129  | 3%       |

### 威爾斯議會
| 選舉 | 選區 | 選區 | 全區 | 全區 | 總     | 總   |
| 選舉 | 得票 | 席數 | 得票 | 席數 | 席數   | 比例 |
| ---- | ---- | ---- | ---- | ---- | ------ | ---- |
| 1999 | 14%  | 3    | 13%  | 3    | 6 / 60 | 10%  |
| 2003 | 14%  | 3    | 13%  | 3    | 6 / 60 | 10%  |
| 2007 | 15%  | 3    | 12%  | 3    | 6 / 60 | 10%  |
| 2011 | 11%  | 1    | 8%   | 4    | 5 / 60 | 8%   |
| 2016 | 8%   | 1    | 6%   | 0    | 1 / 60 | 2%   |
| 2021 | 5%   | 0    | 4%   | 1    | 1 / 60 | 2%   |

## 外部連結
- （英文）自由民主黨官方網站 （页面存档备份，存于）